# Lycaenopsis cynanae
Lycaenopsis cynanae är en fjärilsart som beskrevs av Hans Fruhstorfer 1917. Lycaenopsis cynanae ingår i släktet Lycaenopsis och familjen juvelvingar. Inga underarter finns listade i Catalogue of Life.